# Ligne de Jarville-la-Malgrange à Mirecourt
La ligne de Jarville-la-Malgrange à Mirecourt est une ligne ferroviaire française de la région Lorraine à écartement standard et partiellement à double voie qui relie la gare de Jarville-la-Malgrange sur la ligne de Noisy-le-Sec à Strasbourg-Ville à celle de Mirecourt sur l'ancienne ligne de Neufchâteau à Épinal. C'est un maillon secondaire de la relation de Nancy à Dijon. Elle est établie majoritairement dans le département de Meurthe-et-Moselle, puis au-delà de Diarville, elle pénètre dans le département des Vosges.
Elle constitue la ligne no 040 000 du réseau ferré national.

## Histoire

### Chronologie
- 18 novembre 1872 : mise en service de Nancy à Vézelise ;
- 22 décembre 1879 : mise en service de Vézelise à Mirecourt ;
- 18 décembre 2016 : trafic voyageurs suspendu entre Pont-Saint-Vincent et Mirecourt.

### Chemin de fer de Nancy à Vézelize
C'est en 1865 que les frères Tourtel, maîtres brasseur sur la commune de Tantonville, font une demande à la préfecture pour l'étude d'un chemin de fer de Nancy à Vézelise ou Haroué. L'étude est confiée à l'ingénieur Varroy qui présente un rapport aux conclusions positives, le 21 août 1866.
Un avant-projet est produit pour l'établissement d'un chemin de fer d'intérêt local de Nancy à Vézelise, avec embranchements sur le canal de la Marne au Rhin, sur les hauts fourneaux de Jarville, sur les mines de Vandœuvre et sur la brasserie de Tantonville ; il est notamment approuvé par la commission d'enquête le 23 décembre 1867. MM. Welche, Lenglet et Hatzfeld, représentants de la Compagnie des chemins de fer de Nancy à Vézelise, signent les 15 et 21 janvier 1868 deux traités, de concession, avec le préfet du département pour la construction et l'exploitation de ce chemin de fer. Le 20 avril, le conseil général des ponts et chaussées donne un avis favorable. Ce processus aboutit à la déclaration d'utilité publique le 24 juillet 1868,,.
Cette section a été ouverte à l'exploitation le 18 novembre 1872. Par une convention passée le 27 juin 1872, la société du chemin de fer d'intérêt local de Nancy à Vézelise confie l'exploitation de la ligne à la Compagnie des chemins de fer de l'Est. Cette convention est approuvée par décret le 18 octobre 1873.

### Chemin de fer de Vézelise à Mirecourt
La section de Vézelise à la limite du département des Vosges a été déclarée d'utilité publique comme ligne d'intérêt local le 8 mars 1874. Elle avait été concédée le 8 novembre 1873 aux sieurs Tourtel et compagnie qui ont fondé à cet effet la Société du Chemin de fer de Vézelise à Mirecourt.
La section de la limite entre les départements de Meurthe-et-Moselle et des Vosges à Mirecourt a été déclarée d'utilité publique comme ligne d'intérêt local le 5 mars 1874 et concédée également à la Société du Chemin de fer de Vézelise à Mirecourt.
La ligne de Vézelise à Mirecourt est rétrocédée à la Compagnie des chemins de fer de l'Est par la Société du Chemin de fer de Vézelise à Mirecourt selon les termes d'une convention signée le 22 novembre 1875 entre les compagnies. Cette convention est approuvée par une loi le 31 décembre suivant.
La ligne est reclassée dans le réseau d'intérêt général par une loi le 26 mars 1879.
La section de Vézelize à Mirecourt a été ouverte à l'exploitation le 22 décembre 1879.
Un décret du 6 mai 1881 déclare d'utilité publique la pose d'une seconde voie de Vézelise à Mirecourt.

## Infrastructure
Cette ligne est à double voie de Jarville-la-Malgrange à Vézelise et à voie unique au-delà vers Mirecourt. Son profil est médiocre avec des déclivités de 17 mm/m. La vitesse maximale des trains est de 90 km/h.

## Exploitation
Le 18 décembre 2016, la gare de Pont-Saint-Vincent, devient le terminus des circulations de trains de voyageurs du fait de la fermeture du service entre Pont-Saint-Vincent et Mirecourt (jusqu'à Vittel). La raison invoquée par la SNCF est la vétusté de la ligne : elle estime le coût des travaux nécessaires à cent millions d’euros.